# Vuelta a La Rioja 2014
La Vuelta a La Rioja 2014, cinquantaquattresima edizione della corsa e valida come evento del circuito UCI Europe Tour 2014 categoria 1.1, si tenne il 6 aprile 2014 su un percorso di 164,7 km. Fu vinta dall'australiano Michael Matthews, giunto al traguardo con il tempo di 3h54'34" alla media di 42,12 km/h.
All'arrivo 70 ciclisti completarono la gara.

## Squadre e corridori partecipanti
| N.      | Cod. | Squadra                   |
| ------- | ---- | ------------------------- |
| 1-8     | CJR  | Caja Rural-Seguros RGA    |
| 11-18   | MOV  | Movistar Team             |
| 21-28   | OGE  | Orica-GreenEDGE           |
| 31-38   | BUR  | Burgos BH                 |
| 41-48   | EUK  | Euskadi                   |
| 51-58   | LOK  | Lokosphinx                |
| 61-68   | BOA  | Radio Popular             |
| 71-78   | LDD  | Louletano-Dunas Douradas  |
| 81-88   | ECU  | Team Ecuador              |
| 91-98   | KMP  | Keith Mobel-Partizan      |
| 101-108 | LBC  | LBC-MVP Sports Foundation |

## Ordine d'arrivo (Top 10)
| Pos. | Corridore               | Squadra       | Tempo    |
| ---- | ----------------------- | ------------- | -------- |
| 1    | Michael Matthews        | Orica-GreenE. | 3h54'34" |
| 2    | Francesco Lasca         | Caja Rural    | s.t.     |
| 3    | Carlos Barbero          | Euskadi       | s.t.     |
| 4    | Vicente García          | Louletano     | s.t.     |
| 5    | Sergej Šilov            | Lokosphinx    | s.t.     |
| 6    | Jorge Martín Montenegro | Louletano     | s.t.     |
| 7    | Evgenij Šalunov         | Lokosphinx    | s.t.     |
| 8    | Brett Lancaster         | Orica-GreenE. | s.t.     |
| 9    | Pablo Lastras           | Movistar Team | s.t.     |
| 10   | Jon Aberasturi          | Euskadi       | s.t.     |